# Vajoc Dzor
Vajoc Dzor (arménsky Վայոց Ձորի;  [vɑjˌɔt͡sʰ ˈd͡zɔɾ]) je provincie (marz) v Arménii. Nachází se na jihozápadě země, mezi Nachičevanskou autonomní republikou Ázerbájdžánu a Kelbadžarskou oblastí Ázerbájdžánu. Jde o provincii Arménie s nejřidším osídlením.

## Historie
Během středověku, byla provincie Vajoc Dzor pod vládou Sjunikského království.

## Památky
Provincie je bohatá na historické a architektonické památky jako je např. klášter Noravank, Smbataberd a klášter Tsakhats Kar. Lázeňské město Džermuk je též jedno z turistických atrakcí v Arménii.

## Geografie
Vajoc Dzor sousedí s marzery:
- Ararat - na severozápadě
- Gegharkunik - na severu
- Sjunik - na jihovýchodě

## Komunity
Provincie Vajoc Dzor se skládá z následujících 44 komunit, z toho 3 jsou městské a 41 jsou venkovské.
| Vajk | Džermuk               | Jeghegnadzor |
| --- | --------------------- | --- |
| 1. Arin 2. Artavan 3. Azatek 4. Bardzruni 5. Getikvank 6. Gomk 7. Herher 8. Karmrašen 9. Khndzorut 10. Martiros 11. Nor Aznaberd 12. Por 13. Saravan 14. Sers 15. Vajk 16. Zaritap 17. Zedea | 1. Džermuk 2. Gndevaz | 1. Agarakadzor 2. Aghavnadzor 3. Aghnjadzor 4. Areni 5. Arpi 6. Artabuynk 7. Chiva 8. Getap 9. Gladzor 10. Gnishik 11. Goghtanik 12. Hermon 13. Horbategh 14. Hors 15. Jeghegis 16. Jeghegnadzor 17. Jelpin 18. Karaglukh 19. Khačik 20. Mališka 21. Rind 22. Salli 23. Šatin 24. Taratumb 25. Vardahovit 26. Vernašen |

## Galerie

Vayots Dzor
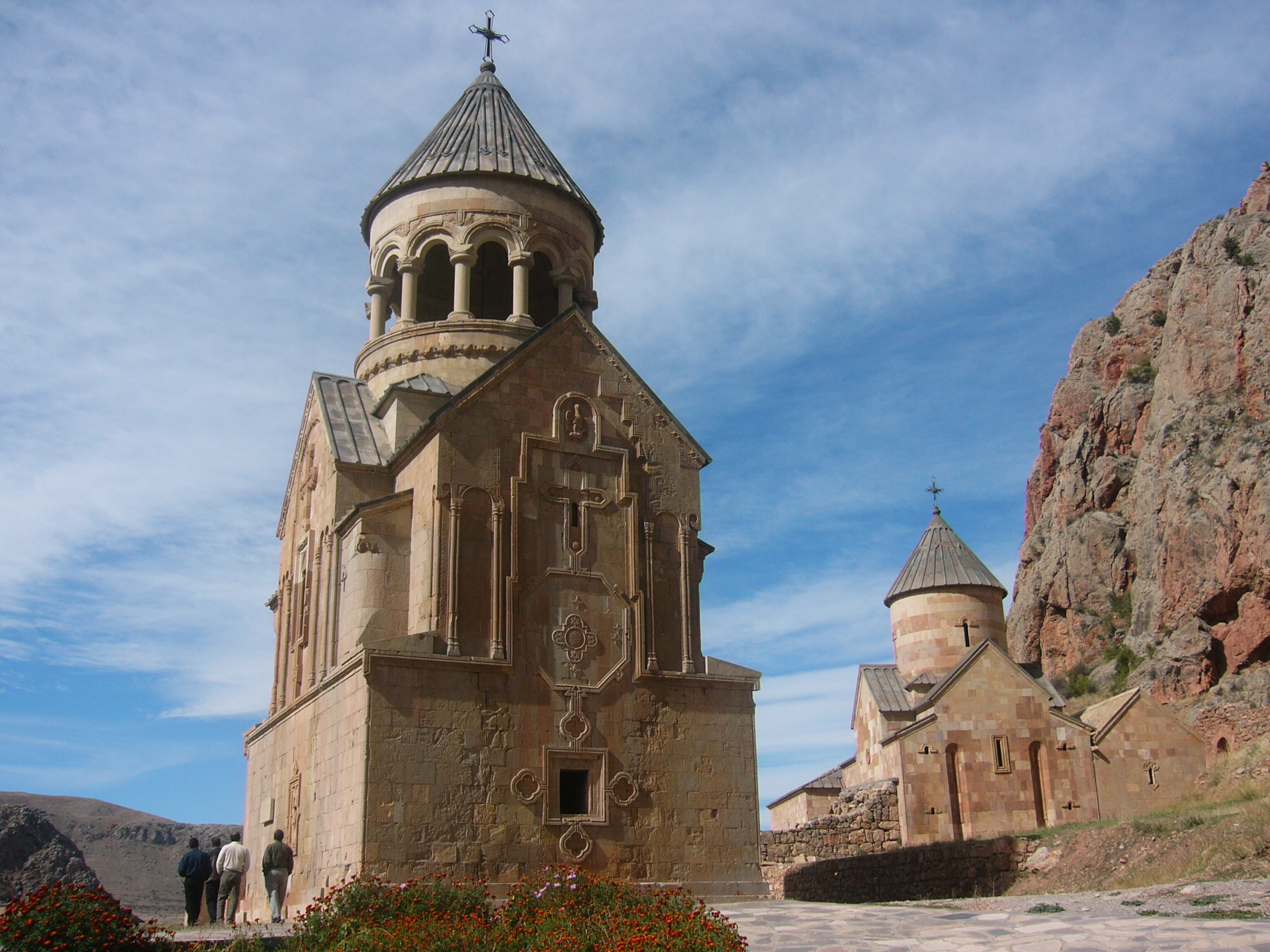
Noravank
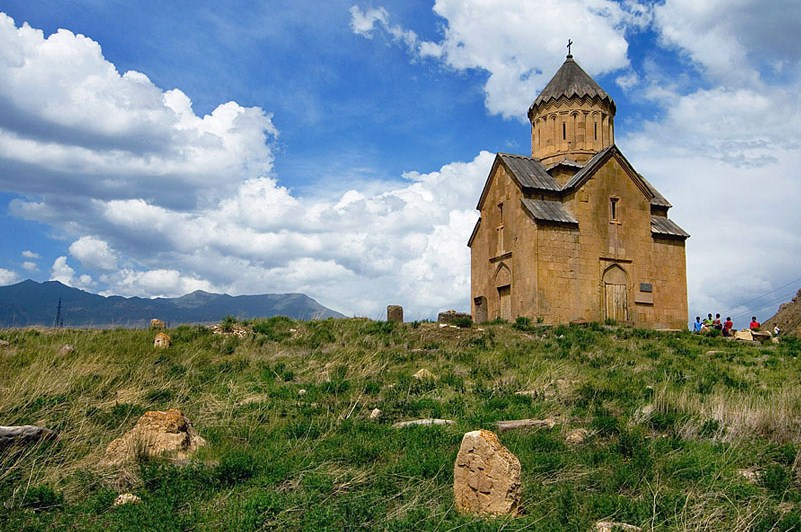
Kostel Areni
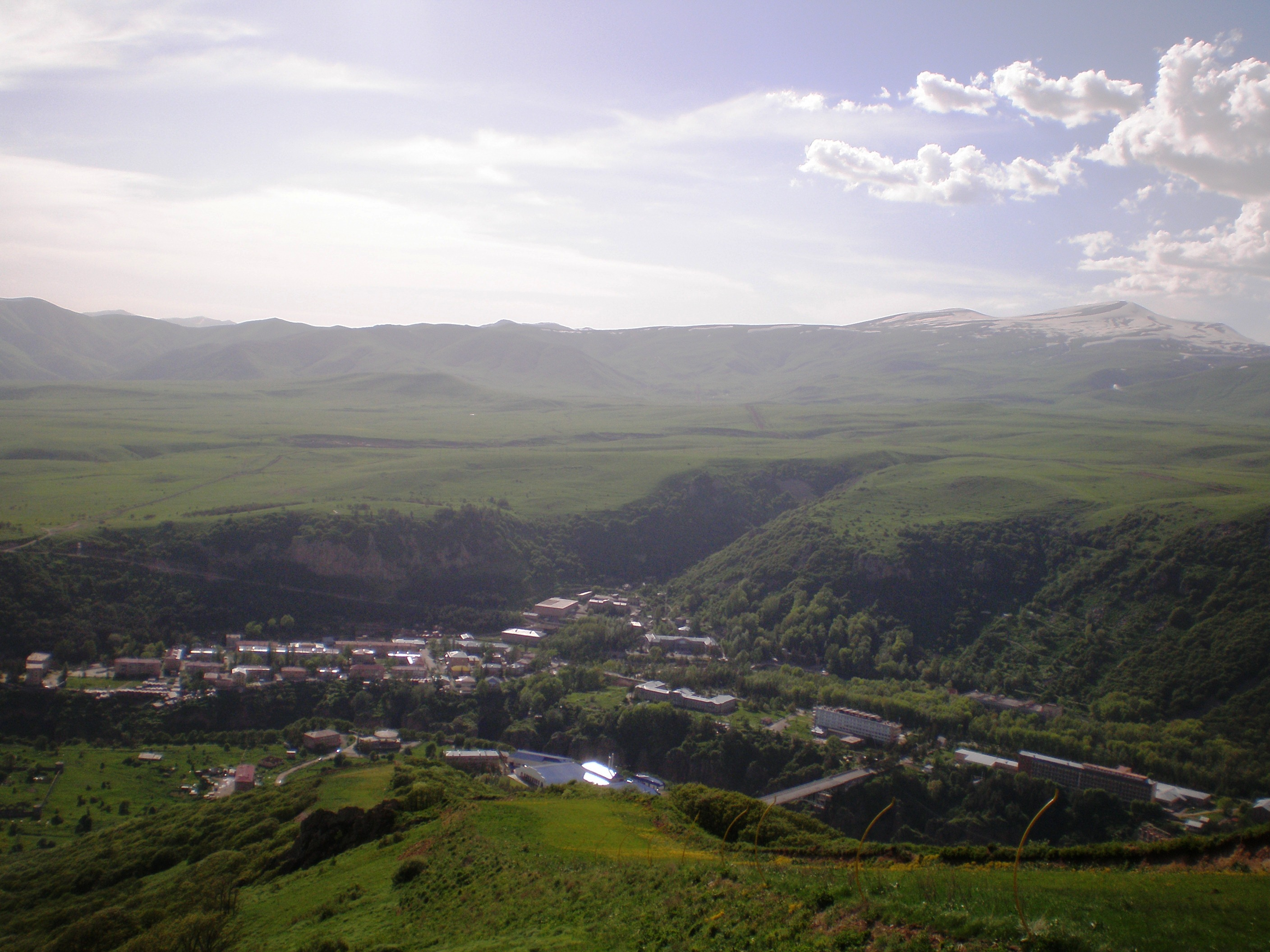
Džermuk
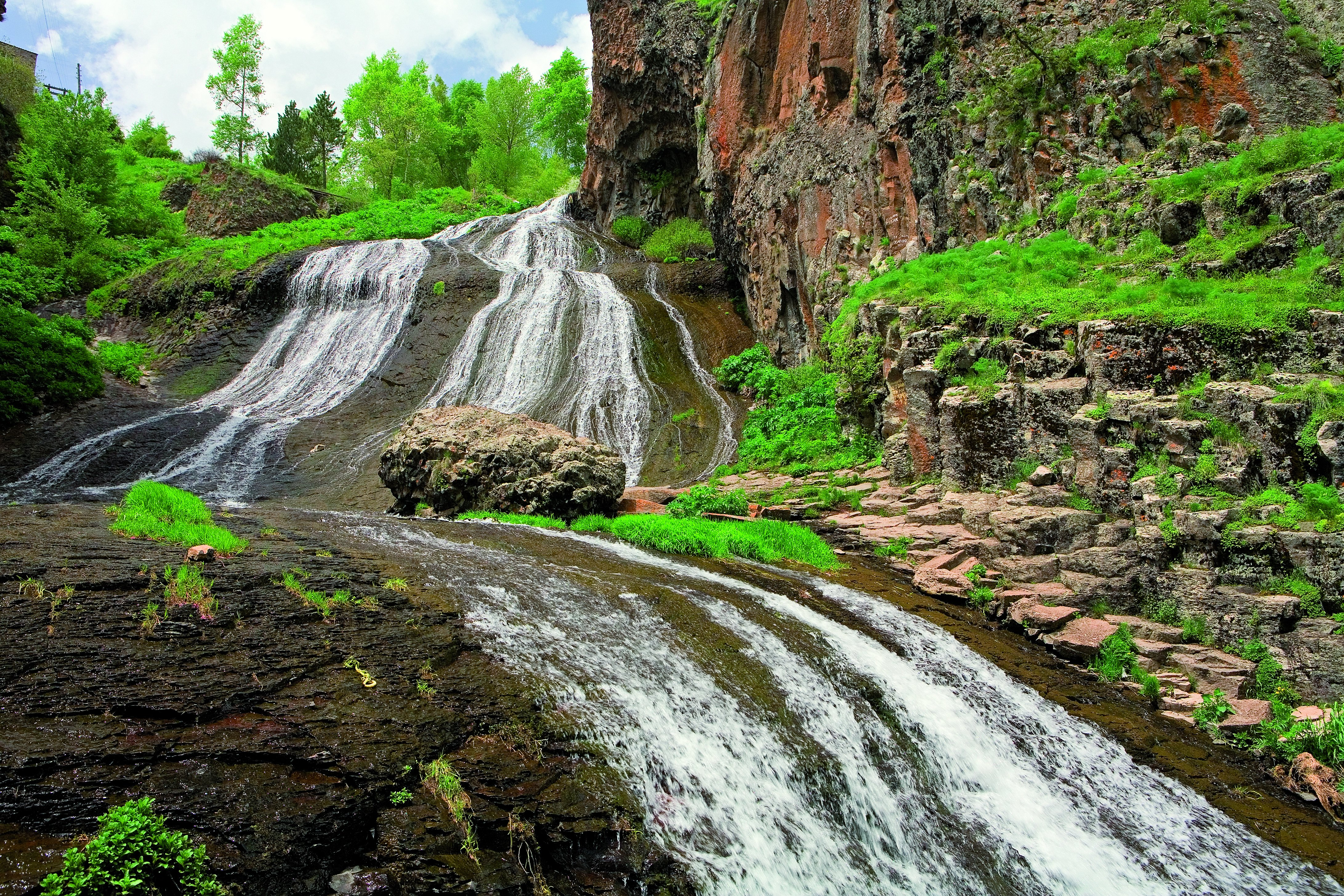
Říční peřeje v Džermuku